# هنری ام. ریدگلی
هنری ام. ریدگلی (به انگلیسی: Henry M. Ridgely) سناتور سابق عضو حزب دموکرات ایالات متحده آمریکا بود. وی در سال ۱۸۲۷ تا ۱۸۲۹ میلادی سناتور ایالت دلاویر در سنای ایالات متحده آمریکا بود.